# Iași (stacja kolejowa)
Iași – stacja kolejowa w Jassach, w okręgu Jassy, w Rumunii. Znajdują się tu 3 perony. Stacja położona jest blisko centrum miasta i jest obsługiwana przez linie autobusów, tramwajów i mikrobusy. W pobliżu znajduje się dworzec autobusowy.

## Historia
21 września 1868 został podpisany i przyjęty projekt na budowę kolei Suczawa – Roman, która miała kończyć się w Jassach. Początkowo stacja miała długość 1000 metrów. Oficjalna inauguracja stacji kolejowej odbyła się w 1870 z otwarciem ruchu kolejowego pomiędzy Pașcani i Jassy. Obecnie stacja jest modernizowana.

## Charakterystyka
Stacja znajduje się na skrzyżowaniu kilku głównych linii kolejowych. Jest ważnym punktem transportowym kolei do Mołdawii i na Ukrainę. Stacja posiada dzienne i nocne połączenia dalekobieżne prawie z wszystkimi większymi miastami Rumunii - Bukaresztem, Kluż-Napoką, Timisoarą, Galati czy Konstancą. Dochodzą również międzynarodowe do Kiszyniowa i latem do Warny w Bułgarii.

## Linie kolejowe
- Magistrala Făurei – Tecuci – Jassy – Ungheni
- Linia Jassy – Pașcani
- Linia Jassy – Dorohoi
- Linia Jassy – Hârlău